# Beer Drinkers and Hell Raisers
Beer Drinkers and Hell Raisers — другий мініальбом англійської групи Motörhead, який вийшов 22 листопада 1980 року.

## Композиції
| #  | Назва                          | Автор                                  | Тривалість |
| -- | ------------------------------ | -------------------------------------- | ---------- |
| 1. | «Beer Drinkers & Hell Raisers» | Billy Gibbons, Dusty Hill, Frank Beard | 3:27       |
| 2. | «On Parole»                    | Larry Wallis                           | 5:57       |
| 3. | «Instro»                       | Kilmister, Clarke, Taylor              | 2:27       |
| 4. | «I'm Your Witchdoctor»         | John Mayall                            | 2:58       |

## Склад
- Леммі Кілмістер - вокал
- Едді «Фаст» Кларк - гітара
- Філ «Філті Енімал» Тейлор - ударні